# Aulonocnemis micheli
Aulonocnemis micheli är en skalbaggsart som beskrevs av Yves Cambefort 1987. Aulonocnemis micheli ingår i släktet Aulonocnemis och familjen Aulonocnemidae. Inga underarter finns listade.